# Min onkels Porsche
|  | Denne artikel er oprettet af botten PalnaBot ud fra en ekstern database. Den kan derfor have sproglige fejl eller mangler. Denne skabelon kan fjernes efter kontrol af indholdet. |

Min onkels Porsche er en film instrueret af Mike Ameko Lippert, Svante Lindeburg.

## Handling
Mike Ameko har arvet en Porsche i Ghana! Det er bare tage ned og hente den, så kom bare med. Mike lander i Accra og opsøger sin farbror der må vide hvor onklens Porsche står. Mike taler dansk til os og engelsk med ghaneserne. Filmen og stedet kan sættes ind i sammenhæng med landets geografiske placering og dets natur og kultur. Skolens atlas kan give os de første oplysninger om Ghanas beliggenhed, klima, vegetation. Desuden giver atlas også en oversigt over landets landbrugets afgrøder og dyr, byernes industri og vigtige råstoffer i undergrunden, altså en idé om landets økonomiske muligheder, hovedtræk i Ghanas kultur og historie, herunder fx den tidligere kolonimagt, kan ligeledes findes i atlas, evt. historisk atlas. Her kan det være det være på sin plads at nævne at Danmark har en fortid i landet. Leksika og andre opslagsværker på skolens bibliotek giver en generel oversigt. Mere specielle oplysninger om Ghana kan fås fra Danidas udgivelser og statistik. Da Ghana er et programsamarbejdsland, dvs. et land Danmark har tætte forbindelser med, har Danida udgivet "Ghana. En politisk og økonomisk oversigt" af Kika Mølgaard, 1994.